# Кулеша, Вадим Анатольевич
Вади́м Анато́льевич Куле́ша (8 июня 1932, Белорецк, Башкирская АССР — 7 марта 2011) — инженер-металлург, лауреат Государственной премии СССР (1985). Заслуженный металлург Башкирской АССР.

## Биография
Родился 8 июня 1932 года в г. Белорецк Башкирской АССР.
Окончил Уральский политехнический институт в Свердловске по специальности «обработка металлов давлением» (1956). С того же года работал на Белорецком металлургическом комбинате на инженерных и руководящих должностях.
С 1978 по 2000 год — генеральный директор Белорецкого металлургического комбината. С 2002 года — генеральный директор ОАО «Белсталь».
Кандидат технических наук (1984, тема диссертации «Математическая модель процессов волочения и технология производства тончайшей микропроволоки с заданными магнитными свойствами»). Доктор технических наук (2000, тема диссертации «Разработка научных основ формирования свойств высококачественных метизов и создание эффективных технологий их производства»).
Автор (соавтор) более 30 научных трудов, в том числе 4 монографий и учебника по производству стальной проволоки. Соавтор 39 изобретений в области прокатного и метизного производства.
С 1965 г. преподавал в Магнитогорском государственном техническом университете, профессор кафедры специальных дисциплин.
Народный депутат РСФСР (1990—1993).

## Труды
Кулеша — автор 34 печатных работ, имеет 30 авторских свидетельств и патентов на изобретения.
- 235 лет в Российской металлургии. Магнитогорск-Белорецк, 1997.
- Изготовление высококачественных метизов. Белорецк, 1999.
- Производство микропроволоки. Магнитогорск, 1999.

## Награды и звания
- Государственная премия СССР (1983)
- Премия им. Черепановых (1999)
- Ордена Октябрьской Революции (1986), Трудового Красного Знамени (1971), «Знак Почета» (1966, 1976), медали